# Thập niên mất mát (Nhật Bản)

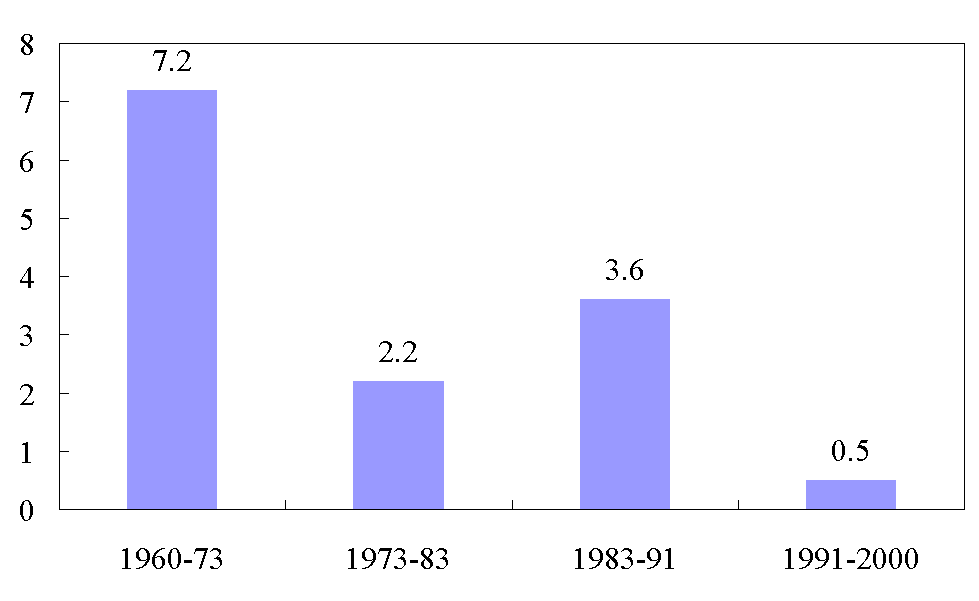
Tốc độ tăng trưởng GDP thực tế bình quân hàng năm của Nhật Bản trong thập niên mất mát so với các thời kỳ trước.

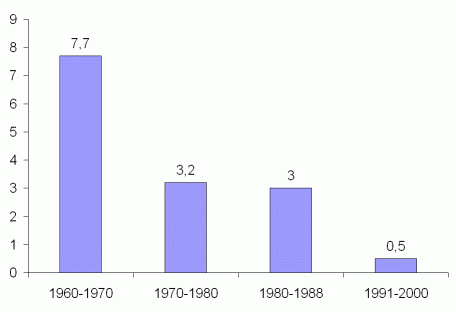
Tốc độ tăng thu nhập bình quân đầu người ở Nhật Bản trong thập niên mất mát so với các thời kỳ trước.

Thập niên mất mát (tiếng Nhật: 失われた10年 - ushinawareta jūnen) là tên gọi thời kỳ đình trệ kinh tế kéo dài của Nhật Bản suốt thập niên 1990. Sau khi bong bóng tài sản vỡ vào những năm 1990-1991, tốc độ tăng trưởng kinh tế của Nhật Bản thấp hẳn đi. Bình quân hàng năm trong suốt thập niên 1990, tổng sản phẩm quốc nội thực tế của Nhật Bản lẫn tổng sản phẩm quốc dân bình quân đầu người chỉ tăng 0,5%, thấp hơn so với hầu hết các nước công nghiệp tiên tiến khác. Tỷ lệ thất nghiệp gia tăng nhanh qua từng năm.

## Năng suất lao động giảm
Tốc độ tăng trưởng bình quân hàng năm của GDP trên đầu người của Nhật Bản giảm xuống mức thấp trong những năm 1990 có thể là do mức tăng của năng suất tổng nhân tố (TFP) giảm. Sở dĩ mức tăng của TFP ở Nhật Bản thời kỳ 1991-2000 lại giảm mạnh là do chính sách hỗ trợ các doanh nghiệp hoạt động thiếu hiệu quả. Việc này khiến cho các nhà sản xuất thiếu hiệu quả lại sản xuất được một phần sản lượng nhiều thêm. Chính sách này còn hạn chế đầu tư tăng năng suất. Từ khi Nhật Bản thực hiện Các biện pháp tạm thời ổn định các ngành đặc biệt khó khăn vào năm 1988, ngay năm đó mức tăng TFP chỉ ở mức vô cùng thấp 0,64%. Ba năm trước đó, mức tăng TFP là 2,5%/năm, thế mà sáu năm sau đó, mức tăng chỉ còn là 2,18%/năm. Năng suất lao động giảm còn có thể do phân bổ nguồn lực giữa các ngành thiếu hợp lý - nghĩa là các ngành có tiềm năng tăng trưởng mạnh lại không được đầu tư đúng mức. Còn nguyên nhân khiến có sự không hợp lý trong phân bổ nguồn lực giữa các ngành là thị trường yếu tố sản xuất kém linh hoạt.

## Giảm số giờ lao động
Số giờ lao động trong một tuần của một người lao động Nhật Bản giảm đi cũng có thể là một nhân tố khiến mức tăng GDP bình quân đầu người của nền kinh tế này giảm sút. Khi Luật Tiêu chuẩn Lao động của Nhật Bản bắt đầu có hiệu lực từ năm tài chính 1988, số giờ lao động trung bình một tuần của một lao động Nhật Bản đã giảm từ 44 (5 ngày rưỡi) năm 1988 xuống 40 (đúng 5 ngày) năm 1993.

## Nợ đọng
Nợ đọng (bao gồm nợ khó đòi và nợ xấu) đã làm phương hại nền kinh tế Nhật Bản theo hướng làm cho việc phân phối nguồn lực bị bóp méo. Thêm vào đó, nợ đọng tự nó mang những nhân tố khiến cho tình trạng nợ kéo dài.
Các ngân hàng thường có chính sách giãn nợ đối với các khách hàng thiếu khả năng trả nợ của mình. Những khách hàng này thường thuộc lĩnh vực kinh doanh bất động sản, xây dựng và các tổ chức tài chính phi ngân hàng- những lĩnh vực bị coi là kém hiệu suất từ sau khi bong bóng kinh tế tan vỡ. Hy vọng các khách hàng rồi sẽ trả được nợ nếu không bị phá sản, nên các ngân hàng thường tiếp tục cho khách hàng đang mắc nợ mình tiếp tục vay để khỏi bị phá sản (điều này càng hay xảy ra nếu khách hàng là những người đi vay lớn, và ngân hàng nhận thấy đấy là những khách hàng "too big to fail"). Mặt khác, ngân hàng e ngại rằng, từ chối cho vay sẽ có thể khiến các nhà đầu tư vào ngân hàng suy diễn rằng tình hình kinh doanh của ngân hàng đang không tốt. Điều này làm cho số nợ tăng thêm. Do biết ngân hàng sẽ không dám không cho mình vay tiếp, nên các xí nghiệp khách hàng hiểu mình có một chế ước ngân sách mềm và nảy sinh rủi ro đạo đức. Nỗ lực cải thiện hoạt động kinh doanh của họ tự nhiên giảm đi, và- một cách tự nhiên- họ càng có nguy cơ phá sản. Hậu quả, ngân hàng lại càng phải tiếp tục cho họ vay thêm.
Nợ đọng làm cho chức năng phân bổ nguồn lực bị bóp méo qua nhiều con đường. Cho vay thêm khiến cho nguồn tài chính bị điều chỉnh về khu vực không có hiệu suất, góp phần giữ lao động tại khu vực này, trong khi đó những khu vực có hiệu suất và những ngành nghề mới không được phân bổ đầy đủ nguồn lực tài chính và lao động nên gặp khó khăn trong phát triển hoạt động của mình. Những khách hàng sống dở chết dở vẫn được các ngân hàng giúp duy trì sự sống, nên họ có điều kiện hạ giá bán sản phẩm làm ảnh hưởng đến giá thị trường, tăng lương cho lao động mặc dù năng suất giảm đi. Một kiểu cạnh tranh không lành mạnh đã hình thành.
Mặt khác, cho vay quá mức mà không đòi được vốn và lãi khiến cho bảng cân đối tài sản của các ngân hàng bị xấu đi, khiến họ phải đối mặt với qui chế về mức độ an toàn dựa trên tiêu chí vốn do Ngân hàng Thanh toán Quốc tế (BIS) ban hành. Vì thế, ngân hàng sẽ trở nên ngại ngùng khi cho vay. Hậu quả, tình trạng đói tín dụng xảy ra cho các xí nghiệp nhỏ và vừa là chính.
Tóm lại, nợ động vừa dẫn đến đầu tư quá mức ở các xí nghiệp hoạt động kém hiệu quả, vừa dẫn đến đầu tư không đủ ở các xí nghiệp có khả năng mở rộng sản xuất. Hai hiện tượng này che lấp lẫn nhau khiến cho tác hại của nợ đọng khó nhận ra được. Và đây là một nguyên nhân nữa khiến nợ đọng lại đẻ ra nợ động.

## Đầu tư tư nhân giảm
Nhu cầu đầu tư tư nhân giảm làm tổng cầu giảm có thể là nguyên nhân kinh tế suy giảm. Còn nguyên nhân khiến nhu cầu đầu tư tư nhân giảm là tình trạng đói tín dụng. Nợ xấu khiến cho các ngân hàng ngần ngại cho vay; và điều này ảnh hưởng đến đầu tư. Các xí nghiệp nhỏ, nhất là trong ngành chế tạo, phải đối mặt với tình trạng này nhiều hơn.

## Bẫy thanh khoản
Nhà kinh tế học Hoa Kỳ đoạt giải Nobel năm 2008 là Paul Krugman cho rằng chính bẫy thanh khoản đã làm cho nền kinh tế Nhật Bản trì trệ kéo dài. Bẫy thanh khoản xảy ra khi năng lực sản xuất tương lai thấp hơn năng lực sản xuất hiện tại. Già hóa dân số và sinh ít khiến cho nhóm dân số trong độ tuổi lao động ở Nhật Bản giảm trung bình hàng năm 0,7% trong vòng 30 năm tới và giảm 1% trong vòng 25 năm sau đó. Khi lực lượng lao động giảm nhanh hơn dân số, thì năng lực sản xuất bình quân đầu người của tương lai được dự tính là sẽ giảm đi so với hiện nay. Mặt khác, vấn đề kinh tế dai dẳng của Nhật Bản là do người tiêu dùng muốn tiết kiệm nhiều hơn doanh nghiệp muốn đầu tư. Dự tính về lực lượng lao động trong tương lai giảm sẽ làm giảm lợi tức kỳ vọng của đầu tư. Ngoài ra, vấn đề nợ xấu của khu vực ngân hàng khiến cho họ khắt khe hơn trong phê duyệt các khoản cho vay, nên sẽ có tác động tiêu cực đến đầu tư của doanh nghiệp.

## Kích cầu kém
Trong thập niên 1990, trước thực tế nền kinh tế trì trệ triền miên, một số biện pháp kích cầu đã được thực hiện nhằm vực dậy nền kinh tế Nhật Bản. Nhưng, nền kinh tế vẫn tiếp tục trì trệ. Nhiều nghiên cứu đã cho thấy chính sách kích cầu của Nhật Bản có phát huy tác dụng, nhưng mức độ hiệu quả lại thấp. Nguyên nhân khiến hiệu suất của chính sách kích cầu thấp có thể là:
- Chi tiêu công cộng của Chính phủ đã hướng hết vào các công trình công cộng vô bổ.[12]
- Chính sách tài chính của Nhật Bản không được thiết kế với mục tiêu tối đa hóa tác động vĩ mô của nó. Đáng lẽ, các gói kích cầu phải chủ yếu dành cho chi tiêu vào mạng lưới an sinh xã hội và giảm thuế tiêu dùng, chứ không nên dựa vào chi cho câc công trình công cộng và giảm thuế chung chung như chính phủ Nhật Bản đã thực hiện.[13]
- Phần chi tiêu công cộng do các chính quyền địa phương triển khai không đủ mức đề ra do các chính quyền này đã dùng một phần gói kích cầu để bù đắp thâm hụt ngân sách địa phương. Các công trình công cộng địa phương đã không có tác dụng nâng cao năng suất của vốn đầu tư tư nhân.[14]
- Giá trị các gói kích cầu nhỏ, không đủ vực dậy nền kinh tế.[15]

## Chính sách tiền tệ thiếu hợp lý

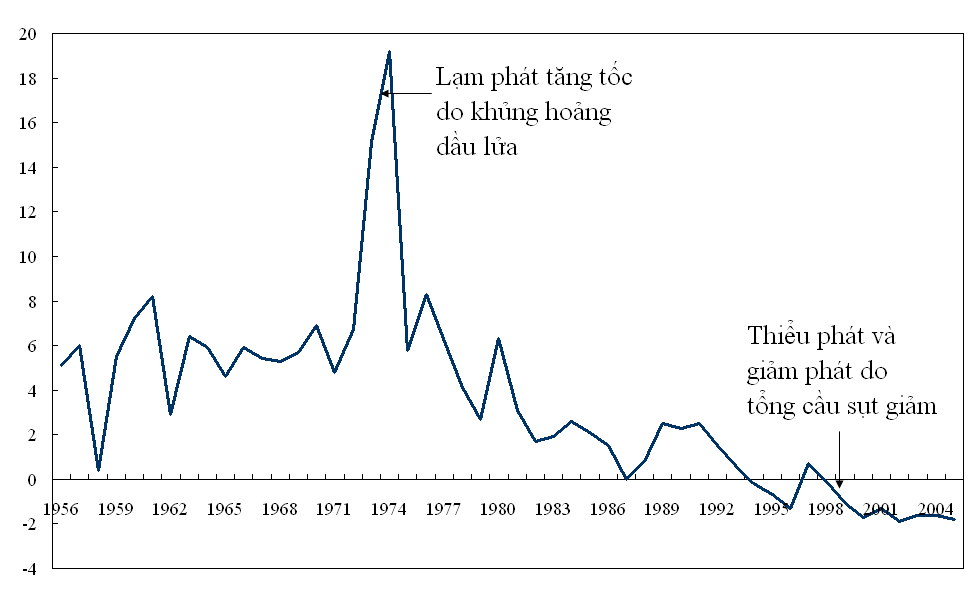
Thiểu phát và giảm phát trong thập niên mất mát.

Nhiều nhà nghiên cứu phê phán Ngân hàng Nhật Bản đã không thực hiện chính sách tiền tệ hợp lý và đó là một trong những nguyên nhân gây ra thập niên mất mát của nước này.
Ngân hàng Nhật Bản bị phê phán là đã chậm trễ trong việc nới lỏng chính sách tiền tệ (giảm lãi suất). Đến khi quyết định giảm lãi suất, thì lại giảm không đủ mức; thậm chí còn vội vàng nâng lãi suất ngày khi nền kinh tế có dấu hiệu phục hồi vào cuối năm 1993.
Đến mùa hè và thu năm 1995, lãi suất ngắn hạn từ mức trên 2% xuống còn 0,4~0,5%. Khi kinh tế Nhật Bản lại rơi vào suy thoái từ đầu năm 1997, Ngân hàng Nhật Bản đã không còn khả năng giảm lãi suất. Từ năm 1998, nền kinh tế chính thức rơi vào trạng thái giảm phát. Khu vực tư nhân bắt đầu hình thành dự tính rằng xu hướng giảm phát sẽ tiếp tục (tức là dự tính lạm phát mang dấu âm). Hai điều này dẫn đến lãi suất thực tế tăng lên, vì lãi suất thực tế bằng lãi suất danh nghĩa trừ đi dự tính lạm phát. Đầu tư và tiêu dùng tư nhân bắt đầu giảm càng làm cho khoảng cách giữa tổng cầu và tổng cung càng tăng. Giảm phát càng nghiêm trọng hơn, và đây chính là "bẫy giảm phát" mà Nhật Bản mắc phải. Giảm phát làm cho gánh nặng nợ của xí nghiệp lớn thêm vì nợ quá hạn gia tăng, làm cho lợi nhuận của xí nghiệp giảm vì lãi suất thực tế và tiền công thực tế trở nên cao hơn. Do đó, xí nghiệp trở nên dè dặt trong đầu tư thiết bị khiến cho nhu cầu đầu tư tư nhân giảm làm tổng cầu giảm theo.
Iwata (2000) cho rằng, trong thời kỳ bong bóng kinh tế và thời kỳ bong bóng tan vỡ, cung tiền ở Nhật Bản lên cao xuống thấp rất bất thường, nhưng lãi suất ngắn hạn thì có xu hướng bị cố định. Ông gọi chính sách tiền tệ như vậy của Ngân hàng Nhật Bản là "chính sách tiền tệ đơn điệu", chỉ biết làm cho cung tiền bằng cầu tiền để giữ tỷ lệ lạm phát khỏi tăng, chứ không chịu quan tâm đến những mục tiêu tổng quát hơn như là mức tăng trưởng GDP.

## Chủ nghĩa tư bản kiểu Nhật Bản
Alan Greenspan - nguyên Chủ tịch Fed - cho rằng "Nhật Bản luôn có cách hành xử khác với các nước tư bản chủ nghĩa khác". Greenspan kể rằng ông có nhiều cuộc nói chuyện với Miyazawa Kiichi - nguyên Thủ tướng Nhật Bản và bộ trưởng Tài chính Nhật Bản - trong đó có giới thiệu kinh nghiệm của Hoa Kỳ về xử lý nợ của các quỹ tín dụng phá sản: cần chấp nhận cho phá sản những tổ chức tài chính hoạt động không hiệu quả và thanh lý tài sản của các tổ chức này. Tuy nhiên, Miyazawa trả lời rằng đó không phải là cách làm của Nhật Bản. Greensapan cho rằng nếu Nhật Bản làm theo kinh nghiệm của Hoa Kỳ thì giai đoạn điều chỉnh sẽ thu ngắn lại và kinh tế Nhật Bản sẽ trở lại bình thường sớm hơn. Tuy nhiên người Nhật Bản lại chủ ý chấp nhận đình trệ kinh tế... để không phải làm mất mặt các công ty cũng như các cá nhân bị phá sản hay bị sa thải.
Lưu Ngọc Trịnh (2004) cho rằng chính mô hình phát triển kinh tế từng đem lại sự thần kỳ kinh tế cho Nhật Bản đã hết thời và sự chậm trễ đổi mới cũng như cải cách nửa vời đã khiến Nhật Bản rơi vào trì trệ kinh tế lâu đến vậy.